# 尼尔陨击坑
尼尔陨击坑（Nhill）是火星凤凰湖区的一座撞击坑，位于利亚内斯科陨击坑西南及迪诺威克陨击坑西北，其中心坐标位于南纬29度、西经103.4度处，直径22公里，坑底相对较浅，深度大约只有300米。根据美国地质调查局数据绘制的火星表面地质龄图，尼尔陨击坑周边区域形成于38至35亿年前的诺亚纪。该特征取名自澳大利亚维多利亚州城镇尼尔，1991年被国际天文联合会行星系统命名工作组批准接受。